# Сунітський трикутник

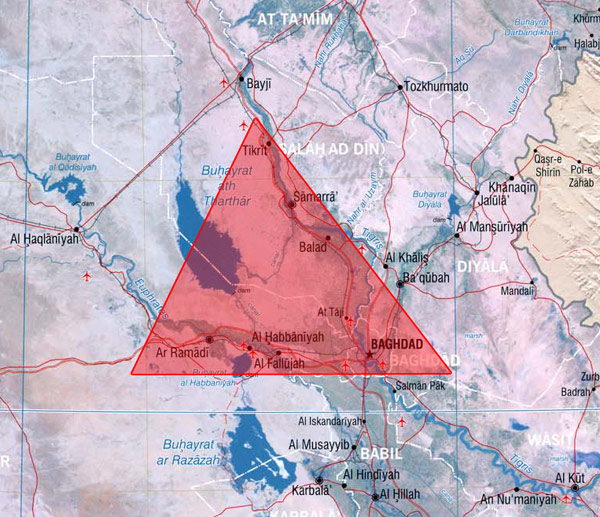
Мапа сунітського трикутника

Сунітський трикутник — густо-населений регіон на території Іраку на північ і захід від Багдаду, населений переважно сунітами. Став широко відомий під час війни в Іраку.
Назва з'явилася ще до вторгнення в країну військ міжнародної коаліції в 2003. Воно позначає терен, на якому переважає арабське сунітське населення (на північ від її значну частину населення складають курди, а південніше — араби — шиїти). Приблизними вершинами «сунітського трикутника» є міста Багдад, Тікрит і Ер-Рамаді.
У зв'язку з бойовими діями в Іраку назву «сунітський трикутник» вперше було згадано 10 червня 2003, у статті Нью-Йорк Таймс, присвячено початку в цьому районі американської військової операції Peninsula Strike. Саме в цьому районі партизанські дії проти військ коаліції вперше набули організований характер. З середини 2003 до кінця 2004 «сунітський трикутник» був головним оплотом сил опору. Серед сунітського населення було досить багато прихильників поваленого режиму Саддама Хусейна, в той час як шиїти головним чином ставилися до військ США як до визволителів. Місто Фаллуджа довгий час фактично не контролювався військами коаліції і став головною базою для антикоаліційних сил;
У листопаді 2004, війська США встановили контроль над Фаллуджи. Після цього центр бойових дій між силами коаліції і партизанами перемістився в Ер-Рамад і далі на захід, до ірако-сирійського кордону.

## Цікаві факти
- Дорога з аеропорту Багдада в місто, що входить в «сунітський трикутник», отримала серед американських солдатів назву «алея РПГ» через часті обстріли.
- Під час війни у В'єтнамі територія, що була однією з основних тилових баз партизан В'єтконгу яка перебувала на північний захід від Сайгона, носила назву «залізний трикутник».
- 13 грудня 2003 в «сунітському трикутнику» американськими військами був захоплений колишній президент Іраку Саддам Хусейн.